# Кисляк, Николай Александрович
Николай Александрович Кисляк (1916—1994) — советский лётчик-ас истребительной авиации Военно-морского флота во время Великой Отечественной войны, Герой Советского Союза (6.03.1945). Полковник (19.03.1957).

## Биография
Родился 9 (22) октября 1916 года в Тамбове. Получил неполное среднее образование, после чего жил в Ленинграде, где работал токарем в тресте «Ленлёгпромстрой».
В январе 1939 года призван на службу в Рабоче-крестьянскую Красную Армию. В 1940 году окончил Чугуевское военное авиационное училище лётчиков. После его окончания переведён в РККФ и направлен на Черноморский флот.
С июня 1941 года — участник Великой Отечественной войны. В первый год войны сражался лётчиком в составе 9-го истребительного авиационного полка 62-й авиационной бригады ВВС Черноморского флота. С начала 1943 года воевал в 32-м истребительном авиационном полку ВМФ (31 мая 1943 года полку присвоено гвардейское звание и он стал именоваться 11-м гвардейским истребительным авиаполком ВМФ). Воевал на истребителях И-16, Як-1, ЛаГГ-3 и «Аэрокобра».
За время своего участия в боевых действиях два раза был ранен, совершал вынужденную посадку на повреждённом самолёте. Участвовал в оборонительных боях в Крыму, битве за Кавказ, освобождении Украинской ССР и Крыма, Румынии, Болгарии.
К концу августа 1944 года штурман 11-го гвардейского истребительного авиаполка 2-й гвардейской минно-торпедной авиадивизии ВВС Черноморского флота гвардии капитан Николай Кисляк совершил 302 боевых вылета, принял участие в 50 воздушных боях, сбив 12 вражеских самолётов по данным наградного листа, фактически на его счету к тому времени были 9 сбитых лично и 2 в группе самолётов противника.
Указом Президиума Верховного Совета СССР от 6 марта 1945 года за «образцовое выполнение боевых заданий командования на фронте борьбы с немецко-фашистскими захватчиками и проявленные при этом отвагу и геройство» гвардии капитану Николаю Александровичу Кисляку присвоено звание Героя Советского Союза с вручением ордена Ленина и медали «Золотая Звезда» за номером 4035.
После окончания войны продолжил службу в ВМФ СССР. Несколько лет служил штурманом 11-го гвардейского истребительного авиаполка, затем командовал эскадрильями в разных полках ВВС Черноморского и Тихоокеанского флотов. В 1951 году окончил Высшие офицерские лётно-тактические курсы авиации ВМС (Рига). В 1958 году полковник Н. А. Кисляк уволен в запас.
Проживал и работал сначала в Севастополе, а с 1990 года — в Николаеве. Скончался 8 сентября 1994 года, похоронен в Николаеве.

## Награды
- Герой Советского Союза (6.03.1945)
- Орден Ленина (6.03.1945)
- Три ордена Красного Знамени (10.05.1942, 14.01.1944, 30.12.1956)
- Орден Отечественной войны I степени (11.03.1985)
- Два Орден Красной Звезды (24.03.1943, 3.11.1953)
- Медаль «За боевые заслуги» (20.06.1949)
- Медаль «За оборону Кавказа» (1945)
- Медаль «За оборону Севастополя» (1943)
- Ряд других медалей СССР[2]

## Память
- Имя Н. А. Кисляка увековечено на мемориале авиаторам-черноморцам в Севастополе.